# Josep Puig i Cadafalch
Josep Puig i Cadafalch (Mataró, 17 oktober 1867 – Barcelona, 23 december 1956) was een van de belangrijkste architecten van het modernisme català, de Catalaanse variant van jugendstil/art nouveau.

## Levensloop
Puig i Cadafalch werd geboren in Mataró, een industriële stad in de provincie Barcelona.
Na zijn studie Architectuur en Mathematische fysica in Barcelona keerde Puig i Cadafalch terug naar zijn geboortestad, waar hij op 24-jarige leeftijd voor vijf jaar de taak van gemeentelijke architect op zich nam. Het is in deze stad dat hij zijn eerste gebouwen tot stand bracht.
Puig i Cadafalch werd vervolgens docent aan de school voor Architectuur van Barcelona met als specialiteit waterbouwkunde en sterkteleer. In 1907 werd hij stichtend lid van het Institut d'Estudis Catalans. 1917 nam hij de functie van voorzitter van de Mancomunitat de Catalunya (Unie van Catalonië) op zich, waar hij een ambitieus plan ontwikkelde voor onderwijs en cultuur en een start liet maken met de archeologische opgravingen van Empúries. Bovendien heeft hij voor veel nieuwe wegen en de ontwikkeling van de agricultuur gezorgd. In 1923 werd Puig i Cadafalch ontslagen en vervangen door Alfons Sala.
Puig i Cadafalch was een leerling van Lluís Domènech i Montaner, die hij beschouwde als de laatste vertegenwoordiger van het Catalaans modernisme.

## Werk
Volgens sommige deskundigen kan het werk van Puig i Cadafalch in drie periodes worden verdeeld, namelijk het Modernisme (època rosa), het Rationalisme (època blanca) en het Monumentalisme (època groga).

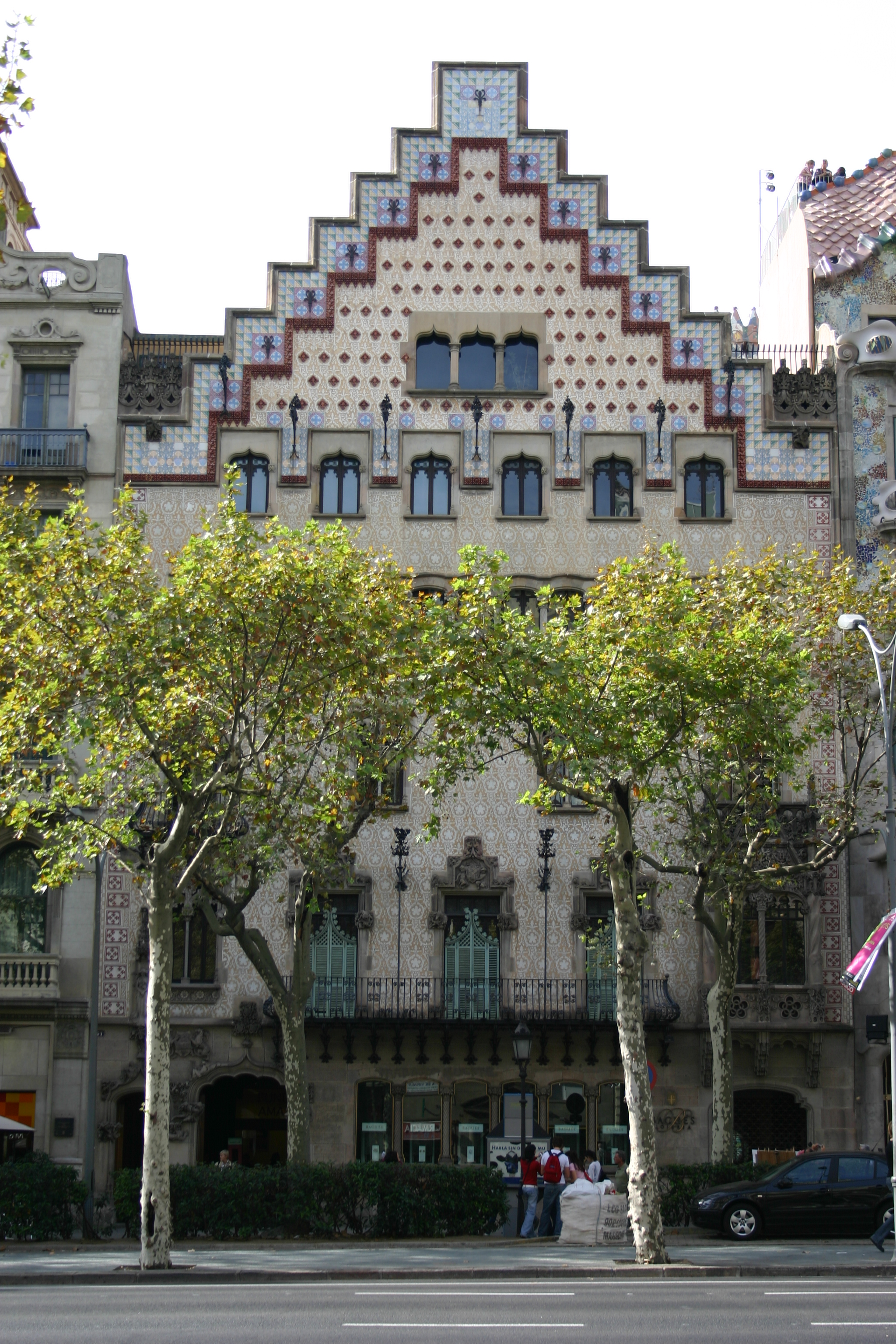
Casa Amatller te Barcelona

### Modernisme
Puig i Cadafalch voelde zich erg verbonden met zijn streek en gebruikte als model Catalaanse aristocratische plattelandshuizen. Deze periode staat bekend als de època rosa (rose periode), vanwege het gebruik van baksteen in zijn gebouwen in combinatie met azulejo en smeedtechnieken. In zijn werk zijn de invloeden te zien van zijn leermeester Lluís Domènech i Montaner en van Josep Vilaseca i Casanovas, vooral wat betreft het gebruik van neogotische en neorenaissance vensters. Er is eveneens gelijkenis te zien met de architectuur van Alfred Messel of de Beurs van Berlage.

### Rationalisme
De tweede periode van de architectuur van Puig i Cadafalch staat bekend als de època blanca (witte periode) en is gebaseerd op de stijl van de nieuwe bourgeoisie. De werken zijn niet monumentaal zoals in zijn eerste periode, maar bestaan vooral uit particuliere woningen.

### Monumentalisme
Het Monumentalisme is de derde periode uit het werk van Puig i Cadafalch en wordt ook wel de època groga (gele periode) genoemd. Deze stijl werd tijdens de periode van de Wereldtentoonstelling van 1929 in Barcelona ontwikkeld. Deze fase wordt gekenmerkt door het monumentalisme en het neoclassicisme en de gele kleur van de voorgevels, evenals de nabootsing van de Romaanse architectuur, vermengd met Valenciaanse en Andalusische kenmerken.
- Biblioteca Nacional de España: XX1146305
- Bibliothèque nationale de France: cb12374634b (data)
- Catàleg d'autoritats de noms i títols de Catalunya: 981058514027006706
- Gemeinsame Normdatei: 119230291
- International Standard Name Identifier: 0000 0001 1663 3716
- Library of Congress Control Number: n84146238
- Nationale Bibliotheek van Israël: 987007266739305171
- Nederlandse Thesaurus van Auteursnamen: 075028824
- RKD-Nederlands Instituut voor Kunstgeschiedenis: 247867
- LIBRIS: 85133
- Système universitaire de documentation: 06919355X
- Union List of Artist Names: 500027330
- Virtual International Authority File: 67271208
- WorldCat: E39PBJwmQ6XwVhCvQBPgQhgMyd